# كارلو إمانويلي الثاني
كارلو إمانويلي الثاني (بالإيطالية:Carlo Emanuele II di Savoia؛ 20 يونيو 1634 - 12 يونيو 1675)؛ هو دوق سافوي من سنة 1638 حتى وفاته، كان تحت وصاية والدته كريستين من فرنسا حتى عام 1648، وأيضا هو ماركيز سالوتسو وكونت أوستا وجنيف وموريانا ونيس، وفضلاً عن ذلك هو مطالب بعروش ممالك قبرص وبيت المقدس وأرمينيا، ومع وفاته في 1675 حكمت زوجته الثانية ماري جين من سافوي كوصية على ابنهما الوحيد ذو التسعة أعوام.

## السيرة الذاتية
كارلو إمانويلي الثاني وُلد في تورينو، وهو الابن الثاني لفيتوريو أميديو الأول، دوق سافوي، وأمه كريستين من فرنسا، وأجداده من والدته هنري الرابع ملك فرنسا وماريا دي ميديشي، في عام 1638 بعد وفاة شقيقه الأكبر فرانشيسكو جاشينتو أصبح دوق سافوي التالي حيث كان في الرابعة من العمر وبذلك حكمت والدته كريستين كوصية عليه حتى بلوغه في 1648، ومع ذلك تركها تستمر في الحكم حتى وفاتها في 1663، في حين عاش هو حياة من المتعة والرفاهية بعيداً عن شؤون الدولة.
أصبح كارلو مشهوراً باضطهاده لـ ولدينيسية التي بلغت ذروتها في مذبحة سنة 1655، وكانت مذبحة وحشية لدرجة دفعت الشاعر الإنجليزي جون ميلتون إلى كتابة سونيته عن المذبحة الأخيرة في بييدمونتي، ودعا أوليفر كرومويل حامي اللورد؛ إلى حالة قصوى عامة في إنجلترا واقتراح إرسال البحرية البريطانية إذا لم تتوقف المذبحة أثناء جمع التبرعات لـ ولدينيسية، وقد كلف السير صموئيل مورلاند بهذه المهمة.
عندما توفيت والدته في 1663 كان عليه استلام السلطة، فلم يستطع الحصول على مرور في البحر على حساب جمهورية جنوة (حرب جنوة-سافوي الثانية 1672-1673)؛ وأيضا كان لديه صعوبات في الحفاظ على علاقات مع جارته فرنسا.
لكن مع حُسن التجارة والثروة الكثيرة في الدوقية أدى إلى تطوير ميناء نيس، وبناء الطرق عبر جبال الألب نحو فرنسا، أيضا قام بإصلاح الجيش، الذي كان في الغالب يتكون من المرتزقة؛ حيث شكل بدلاً من ذلك خمسة أفواج من بييدمونتيين وأعدوا سلاح الفرسان، فضلاً عن تقديم لهم الزي الرسمي، وكما أعاد التحصينات، بحيث بنى العديد من المباني الجميلة في تورينو، على سبيل المثال القصر الملكي.
توفي في 12 يونيو 1675، وترك زوجته الثانية كوصية على ابنها، ودفن في كاتدرائية تورينو.

## زواجه
التقى كارلو إيمانويلي قريبته ماري جين لأول مرة في 1659، سرعان ما أصبحوا عُشاق، ومع ذلك لم توافق والدته على الزواج؛ وبدلا من ذلك شجعته على الزواج من ابنة أخيها الأصغر فرانسواز مادلين دأورليان ابنة غاستون دوق أورليان، وتزوجوا في 3 أبريل 1663، وتوفيت والدته في أواخر هذا العام، في حين توفيت زوجته الأولى في أوائل 1664، مما ترك له حرية الزواج من حب حياته في 20 مايو 1665 من ماري جين من سافوي، وأنجبت له ابنًا واحداً:-
- فيتوريو أميديو الثاني؛ ملك صقلية الذي أصبح فيما بعد ملك سردينيا؛[8] تزوج من آن ماري دأورليان، ولهم ذرية، ثم تزوج زواجاً مرغنطياً من آنا تيريزا كاناليس دي كومانيا. وكما لديه العديد من الأبناء من عدة عشيقات.[12]